# دینکو درمندژیف
دینکو درمندژیف (بلغاری: Динко Цветков Дерменджиев؛ زادهٔ ۲ ژوئن ۱۹۴۱) یک بازیکن فوتبال اهل بلغارستان است.
وی همچنین در تیم ملی فوتبال بلغارستان بازی کرده‌است.